# 斯特平岩
斯特平岩（英語：Stepping Stones），是南極洲的岩石，位於昂韋爾島西南岸，處於利米特羅夫島以北0.5英里，屬於帕默群島的一部分，現時由南極條約體系管理。